# Gåstjärnen (Älvdalens socken, Dalarna, 679244-140592)
Gåstjärnen är en sjö i Älvdalens kommun i Dalarna och ingår i Dalälvens huvudavrinningsområde.